# Бильярд в половине десятого
«Бильярд в половине десятого» (нем. «Billard um halb zehn») — роман западногерманского писателя Генриха Бёлля, опубликованный в 1959 году.
Формально действие романа происходит в течение одного дня — 6 сентября 1958 года. Однако, используя воспоминания героев, повествование захватывает и события предшествующих, уже прошедших лет. В центре его история семьи Фемель с конца XIX века и до 1958 года. Рассказ о ней отражает отвращение Бёлля к периоду нацизма, как и к войне в целом.
Г. Белль создал в этом своём произведении образ времени: оно стало и образом, и темой повествования, и даже одним из его главных действующих лиц. Через анализ воплощений времени в тексте романа можно понять особенности его композиции, сюжета, художественных приёмов, а также — общие черты авторского стиля.
Роман принёс Бёллю славу одного из ведущих прозаиков Западной Германии.

## Сюжет
События одного дня, описанные в романе, немногочисленны. Основная смысловая нагрузка сюжет лежит на произошедших задолго до этого дня событиях.
В центре повествования жизнь трёх поколений семьи архитекторов Фемелей: Генриха, его сына — Роберта — и внука — Йозефа (сына Роберта). Ярко обрисован на примере одной семьи конфликт поколений — разъединённые войной, они преодолевают свою разобщенность: внук-архитектор восстанавливает здание, которое его отец взорвал по идеологическим соображениям, а когда-то выстроил его дед. История явно аллегорическая для Германии: то, что строило поколение начала XX века, разрушили их сыновья в годы нацизма, а полвека спустя внуки вынуждены восстанавливать страну из руин и пытаются вдохнуть в неё новую жизнь.
Леонора, секретарша Роберта Фемеля, описывает своего работодателя, а также мелкие радости своей заурядной повседневной жизни. Роберт дотошный во всём, что он делает. В офис прибывает Неттлингер, который объявляет себя старым другом Роберта, но Леонора отсылает его в отель «Принц Генрих», где Роберт проводит каждый день с половины десятого до одиннадцати. Явившись в отель, Неттлингер требует отвести его к Роберту, игравшему в бильярдной. Однако работник отеля Йохен, который был в этот момент за стойкой портье, не допускает этого, руководствуясь желанием Фемеля.
Наверху, в бильярдной, Роберт рассказывает Гуго, юному служащему отеля, о своей жизни, и читатель узнает, что Неттлингер был одним из полицаев. Роберт и его друг Шрелла, которые вместе с Неттлингером были одноклассниками, составляли оппозицию нацистам, они не собирались принимать «причастие буйвола». Шрелла исчезает после избиения Неттлингером и учителем гимнастики Беном Уэксом, также полицаем. Неттлингер и Уэкс не только избивали Шреллу и Роберта, но и развратили его родного брата, Отто, который погиб в бою под Киевом в 1942 году. Его мать, Иоганна Кильб, попала в клинику для душевнобольных, её объявили сумасшедшей, чтобы защитить от преследования полицаев. Сегодня Генриху исполнилось 80 лет. Генрих и Роберт встречаются в баре после того, как навестили Иоганну в лечебнице, сидят и разговаривают первый раз за многие годы. Тем временем Шрелла вернулся в Германию.